# Felix Günther (Historiker)
Felix Günther (* 13. Oktober 1877 in Crossen an der Elster; † 10. März 1955 in Markkleeberg) war ein deutscher Historiker und Museumsdirektor.

## Leben und Wirken
Günther studierte an der Philosophischen Fakultät der Universität Leipzig und wurde 1906 zum Thema Die Wissenschaft vom Menschen promoviert. Anschließend unterrichtete er am Lehrerseminar und an der Rudolf-Hildebrand-Schule in Connewitz die Fächer Geschichte, Deutsch und Latein. Von 1936 bis 1945 war er Kulturreferent in Markkleeberg, anschließend bis 1950 dortiger Kulturamtsleiter. Zwischen 1946 und 1948 war er Direktor des Stadtgeschichtlichen Museums Leipzig und des Völkerkundemuseums Leipzig. Zudem leitete er in dieser Zeit kommissarisch auch das Deutsche Institut für Länderkunde. Ab 1951 leitete er die Erfassung von Kulturdenkmälern im Kreis Leipzig-Land, Günther zählte zu den Gründern des Heimatmuseums Markkleeberg und war dessen erster Direktor.
Felix Günthers Forschungsschwerpunkte waren die Geschichte Markkleebergs und des Leipziger Südraums.

## Schriften
- Die Wissenschaft vom Menschen. Ein Beitrag zum deutschen Geistesleben im Zeitalter des Rationalismus mit besonderer Rücksicht auf die Entwickelung der deutschen Geschichtsphilosophie im 18. Jahrhundert (= Geschichtliche Untersuchungen. Band 5,1). F. A. Perthes, Gotha 1907,  DNB 363944516 [Verlagsausgabe der Dissertation 1906].
- Troeltsch-Heidelberg und die Lamprechtsche Richtung. Eine Entgegnung. Seele, Leipzig 1909.
- Deutsche Welthandels‐ und Kolonialprojekte im 17. Jahrhundert. In: Zeitschrift für Handelswissenschaft und Handelspraxis 4 (1911/1912), ZDB-ID 202898-0, S. 130–134, 149–152, 166–169.
- mit Ernst Gehmlich: Lehrbuch der Geschichte für sächsische Seminare. In Anlehnung an Schenks Lehrbuch der Geschichte. Band 1 bis 6. B. G. Teubner, Leipzig und Mannheim 1915–1919, DNB 560499086.
- Die kollegiale Selbstverwaltung der höheren Schule im Freistaat Sachsen. In: Deutsches Philologen-Blatt 28 (1920), Nr. 4/5, ZDB-ID 2176772-5, S. 48–50.
- Mehl und Brot der deutschen Vergangenheit im Lichte der Gegenwart. Emil Rohmkopf, Leipzig 1937, DNB 573601038.
- Lebendiges Latein. In Verbindung mit einer volkstümlichen lateinischen Grammatik und einem Wörterverzeichnis. Emil Rohmkopf, Leipzig 1937, DNB 57360102X.
- Schlüsselstellung Markkleeberg in der Völkerschlacht bei Leipzig. Die Kampfhandlungen im Raume Cröbern-Markkleeberg-Dölitz-Connewitz in der Zeit vom 12. bis 19. Oktober 1813. Paul Linder, Markkleeberg und Leipzig 1938, DNB 361445229.
- Strategie im Feldzuge von Leipzig zum 125jährigen Jubiläum der Völkerschlacht. In: Illustrirte Zeitung (1938), Nr. 4883 vom 13. Oktober, ZDB-ID 715543-8, S. 478–480.
- Die Kämpfe um die Pleißenübergänge im Feldzug von Leipzig im Oktober 1813. In: Schriften des Vereins für die Geschichte Leipzigs 23 (1939), ZDB-ID 2725468-9, S. 5–20.
- Die Entwicklung der Landeshoheit über Leipzig und im Leipziger Landkreise (= Studien zur Geschichte Leipzigs und seiner Landschaft. Band 1). Bibliographisches Institut, Leipzig 1948, DNB 451720377, Digitalisat SLUB Dresden.
- Zur Ausstellung des deutschen Instituts für Länderkunde und Zur Ausstellung des stadtgeschichtlichen Museums. In: Führer durch die Gemeinschaftsschau der Leipziger Museen. Ringmessehaus, Messehpavillon auf dem Markt, Altes Rathaus, Museum der bildenden Künste, Naturkundliches Heimatmuseum. 9. Mai–31. Juli 1948, hrsg. vom Volksbildungsamt der Stadt Leipzig, Leipzig 1948, DNB 573169748, S. 8–10, 26–27.
- Alte Grenzsteine. In: Natur und Heimat 4 (1955), Nr. 6, ZDB-ID 540719-9, S. 171.